# De Saga van de Oorlog van de Grote Scheuring
De Saga van de Oorlog van de Grote Scheuring (Engels: The Riftwar Saga) is een serie van vijf fantasyromans van de Amerikaanse schrijver Raymond E. Feist, die hij tussen 1982 en 1992 schreef.
De "Grote Scheuring" uit de titel is een kunstmatige scheur in het weefsel der werkelijkheid. Deze scheur verbindt de planeten Kelewan en Midkemia en is gemaakt door tovenaars van Kelewan om zo Midkemia te kunnen binnenvallen, waar ze een oorlog tegen het Koninkrijk beginnen.

## De Saga van de Oorlog van de Grote Scheuring
1. Magiër (Magician, 1982) - De saga begint met de twee jongens Puc en Tomas. Puc wordt gekozen als leerling door de hofmagiër van Hertog van Schreiborg. Later verslaat Puc twee trollen en wordt hij benoemd tot Jonker aan het hof van Schreiborg. Ondertussen worden er vreemde mensen gesignaleerd op Midkemia die niet van deze wereld komen. Het blijken Tsurani uit Kelewan te zijn, die via de grote scheuring op Midkemia arriveren en een oorlog tegen het Koninkrijk beginnen. Daarna gaan de jongens Puc en Tomas, die inmiddels soldaat is geworden, met de hertog en anderen naar de stad Krondor, waar de Prins van het Koninkrijk zetelt. Onderweg beleven ze avonturen.
2. Zilverdoorn (Silverthorn, 1985) - Prins Arutha moet op zoek naar een kruid waarmee hij zijn vergiftigde vrouw kan genezen.
3. Duisternis over Sethanon (A darkness at Sethanon, 1986) - Er wordt geprobeerd een aanslag op Arutha te plegen, wat nog net kan worden verijdeld. In het geheim vertrekt een reisgezelschap, dat onder meer bestaat uit Roald en Laurie de minstreel, naar het Noorden om degene die achter de aanslag op Arutha zit, voorgoed onschadelijk te maken.
4. Prins van den Bloede (Prince of the Blood, 1989) - Borric en Erland zijn in de ogen van Arutha, hun vader de prins, nog te jong en onervaren om waardige troonopvolgers te zijn. Als voorbereiding op hun toekomstige taak stuurt Arutha de tweeling op een belangrijke diplomatieke missie naar het keizerrijk Kesh, van oudsher de vijand van het Koninkrijk. Wat Arutha niet weet is dat in Kesh een grote volksopstand op het punt van uitbreken staat.
5. Boekanier des Konings (The Kings Buccaneer, 1992) - Prins Valentijn en zijn jonker Han worden naar kasteel Schreiborg weggezonden om daar harder te worden, maar ze komen in groot gevaar terecht wanneer piraten het kasteel bestormen. De overvallers nemen gevangenen mee, en beide jongens zetten onder leiding van admiraal Trask de achtervolging in, richting het werelddeel Novindus.